# Alloxaan
Alloxaan of mesoxalylureum is een organische verbinding gebaseerd op het heterocyclisch pyrimidineskelet. De verbinding is heel hygroscopisch en de vaste vorm is dus het mono-hydraat.

## Ontdekking
De verbinding is in 1828 ontdekt door Justus von Liebig en Friedrich Wöhler in de vervolgstudies na de ontdekking van de ureumsynthese. Het is een van de eerste organische verbindingen die een echte eigen stofnaam hebben gekregen.

## Etymologie
De naam is afgeleid van allantoïne en oxalylurinezuur. Allantoïne is een afbraakproduct van urinezuur van het ongeboren kind. Alloxaan wordt afgescheiden in de allantois. Oxalylurinezuur ontstaat door inwerking van oxaalzuur op ureum in de urine.

## Synthese
De eerste synthese van alloxaan is gebaseerd op de oxidatie van urinezuur met behulp van salpeterzuur. Alloxaan zelf is ook een sterke oxidator. Het vormt makkelijk een hemiacetaal met dialurinezuur, een gedeeltelijk gereduceerde vorm van alloxaan waarbij de middelste carbonylgroep gereduceerd us. Het hemiacetaal heet alloxantine.

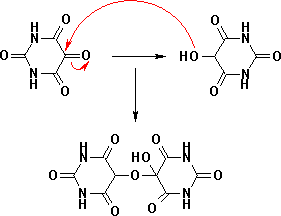
Alloxaan (links) met dialurinezuur (rechts) en alloxantine (midden).

## Toepassingen
Alloxaan is een van de uitgangsstoffen voor de paarse kleurstof Murexide. Carl Wilhelm Scheele ontdekte deze kleurstof in 1776. Murexide is het product van een complexe meerstaps one-pot-reactie tussen alloxantine en gasvormige ammoniak. Het murexide ontstaat uit het niet geïsoleerde intermediair uramil na reactie met alloxaan, dat vrijkomt tijdens de reactie.
Scheele isoleerde urinezuur uit menselijke nierstenen en noemde de component steenzuur. William Prout onderzocht de stof in 1818 die hij isoleerde uit de uitwerpselen van de boa constrictor (Boa constrictor). Deze uitwerpselen kunnen tot 90% uit ammoniumurinaat bestaan.
Liebig en Wöhler stelden in de 19e eeuw de naam murexide voor, afgeleid van Trunculus Murex, de bron van het klassieke purper.

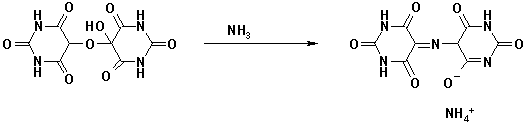
Murexide-kleurstof (rechts) uit een reactie met alloxantine (links).

## Alloxaan en diabetes
Omdat alloxaan selectief de insulineproducerende bèta-cellen in het pancreas doodt wordt alloxaan gebruikt om diabetes in laboratoriumdieren te induceren. De gevoeligheid van de beta-cellen vindt waarschijnlijk zijn oorsprong in de selectieve opname van alloxaan door beta-cellen vanwege de structurele gelijkenis met glucose in combinatie met een zeer efficiënt opname-mechanisme voor de component.
In 2005 wordt de aanwezigheid van alloxaan in witte bloem bij knaagdieren (en daarmee impliciet bij mensen) in verband gebracht met het optreden van bepaalde vormen van diabetes. Vitamine E wordt als tegenmaatregel genoemd. Wetenschappelijke onderbouwing van zowel het verband tussen alloxaan en diabetes als het effect van vitamine E bij mensen blijft echter achterwege. Eerder is het tegendeel waar: bij mensen lijkt er geen toxisch effect voor beta-cellen op te treden, zelfs niet bij zeer hoge doses alloxaan. Verschillen tussen mensen en knaagdieren in het mechanisme van de glucose-opname lijken hieraan ten grondslag te liggen.